# Computer to plate

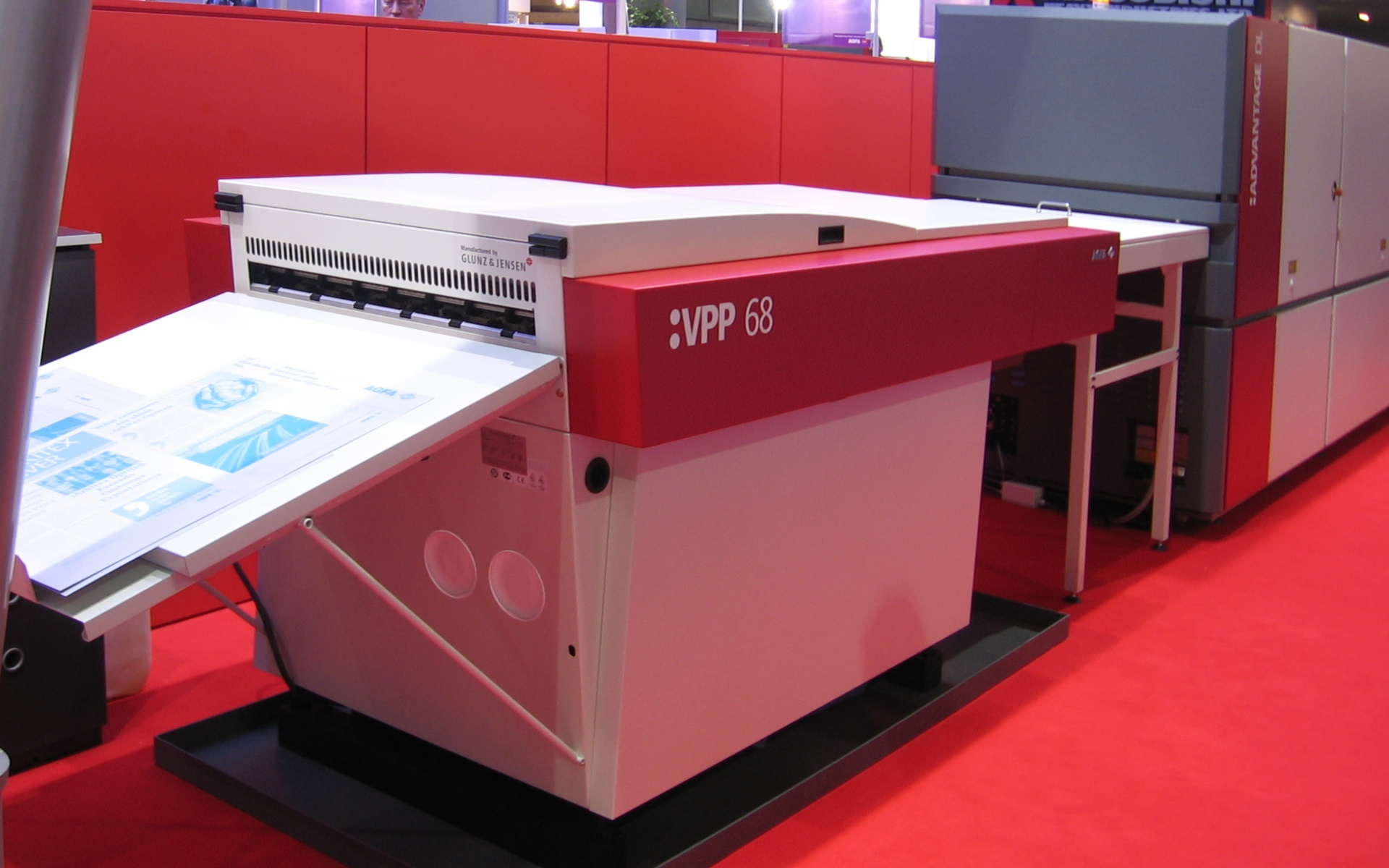
Agfa CtP, model Advantage DL

Computer to plate (CTP) je technologie pro přímý osvit tiskových desek laserem.
Tiskové předlohy jsou digitalizovány a uloženy jako datový soubor v paměti počítače. U této technologie se tedy nepoužívají hmotné kopírovací podklady (filmy).
Využívá se nejen pro ofset, ale také pro knihtisk, flexotisk, hlubotisk i sítotisk, kde princip zůstává stejný, ale odborné názvy jsou odlišné. Je známá řada CTP technologií využívajících různých typů desek (podložek), světlocitlivých vrstev i způsobu přenosů.
Pro přenos a záznam obrazu (tvorbu tisknoucích a netisknoucích prvků na tiskové formě) se využívá laserových paprsků z různých oblastí spektra. Tisková forma (u ofsetu) je většinou tvořena hliníkovou podložkou, která je pokryta různými typy vrstev a jejich kombinací. Tiskové prvky vznikají odlišením osvětlených a neosvětlených ploch.
Výhodou této technologie je rychlost zhotovení tiskové formy, kvalita tiskového bodu, úspora práce i materiálu. Nevýhodou je vyšší pořizovací cena celého zařízení i tiskové desky.